# Dennis Hillebrand
Dennis Hillebrand (* 30. November 1979 in Leonberg) ist ein ehemaliger deutscher Fußballspieler.

## Karriere
Dennis Hillebrand begann das Fußballspielen beim TSF Ditzingen und ging dann zum VfB Stuttgart, wo er bis zur A-Jugend spielte. Mit 18 Jahren kehrte er wieder zum Regionalligisten nach Ditzingen zurück. Dort spielte er zwei Jahre, bevor er nach dem Abstieg des Vereins zum Ligakonkurrenten VfR Aalen ging. Dort empfahl er sich als Stammspieler in der Abwehr für höhere Aufgaben und die kamen auch mit einem Angebot des Zweitligisten SpVgg Greuther Fürth.
Allerdings hatte er Schwierigkeiten, sich bei den Franken durchzusetzen. Nur viermal kam er in seiner ersten Saison 2001/02 zum Einsatz, davon dreimal als Einwechselspieler. Erst in der Rückrunde der darauffolgenden Saison konnte er den Ausfall eines Mitspielers nutzen und war in den letzten zehn Saisonpartien Stammspieler in der Viererkette.
Als die Fürther kurz nach Saisonbeginn 2003 dringend einen Stürmer benötigten, kam es zu einem Tauschgeschäft mit Ligakonkurrent LR Ahlen. Marcus Feinbier wechselte kurz vor Ablauf der Wechselfrist zu den Franken, Hillebrand ging ins Münsterland. Doch auch bei den Ahlenern gelang dem Schwaben nicht der endgültige Durchbruch. Nach einer durchwachsenen Saison wechselte er 2004 wieder zu seinem ehemaligen Verein VfR Aalen in die Regionalliga. Zurück in seiner Heimat verbrachte er drei erfolgreiche Jahre bei dem Verein. Er war nicht nur Stammspieler und absolvierte über 90 Partien, mit 13 Treffern in zwei Spielzeiten wurde er zu einem Defensivspieler mit Stürmerqualitäten.
Trotzdem folgte 2007 der Wechsel zum FSV Frankfurt, der neu in die Regionalliga Süd aufgestiegen war und den ligaerfahrenen Abwehrmann unter Vertrag nahm. Den Hessen gelang 2008 der Durchmarsch durch die Liga und der Aufstieg in die 2. Bundesliga als Tabellenerster. Dennis Hillebrand hatte dabei in allen Saisonpartien auf dem Platz gestanden und fast immer durchgespielt. Die Saison 2008/09 im Trikot der Frankfurter war sein dritter Anlauf im Profifußball.
Zu Beginn der Saison 2009/10 wechselte Hillebrand zum FC Rot-Weiß Erfurt in die 3. Liga. In zwei Spielzeiten wurde er insgesamt 57 mal in der Abwehr eingesetzt und erzielte ein Tor. Sein im Sommer 2011 auslaufender Vertrag wurde allerdings nicht verlängert.
Seit der Saison 2011/12 spielt Dennis Hillebrand beim TSV Essingen, mit dem er 2012 aus der Verbandsliga Württemberg abstieg und in die er 2014 mit dem TSV als Landesligameister zurückkehrte. Zum Ende der Saison 2018 wurde die Zusammenarbeit mit dem Verein aufgrund der "sportlichen Entwicklung" beendet.
Zur Saison 2018/19 übernahm Hillebrand das Traineramt beim SV Lautern.

## Titel / Erfolge
- Aufstieg in die 2. Bundesliga 2008 mit dem FSV Frankfurt